# Joos de Baenst
Joos de Baenst (ca. 1450 - 3 april 1502) was een Vlaams en Zeeuws edelman.

## Levensloop
Ridder Joos de Baenst was de oudste zoon van Guy II de Baenst en Josine Masin. Hij was heer van Melissant en van Gapinge. Hij trouwde eerst met een meisje uit Haarlem, van wie de naam niet bekend is en hertrouwde in 1483 met Maria Adornes (†1507), oudste dochter van ridder Anselm Adornes. Ze kregen vier kinderen, onder wie Jozef de Baenst en Guy III de Baenst.
Hij werd al bij leven van zijn vader in het bezit gesteld van de familiale heerlijkheden in Zeeland. Nochtans, bij een codicil aan zijn testament op datum van 13 oktober 1500, herriep Guy II deze 'lang geleden gedane' overdracht van feodale en andere goederen vanwege 'de betoonde ondankbaarheid en publieke ongehoorzaamheid' van zijn zoon.
Joos was raadsheer en kamerheer van Maximiliaan van Oostenrijk. Toen hij in 1479 door Franse troepen werd gevangen genomen, betaalde Maximiliaan het losgeld. 
In 1480 werd hij burgemeester van het Brugse Vrije. Tot in 1481 was hij kapitein van Biervliet en van juni 1479 tot juni 1482 was hij ook baljuw van dit stadje. In 1487 werd hij waterbaljuw van Sluis.
Van januari tot mei 1490 was hij schout van Brugge. Tijdens die korte periode legde Maximiliaan een aanzienlijke muntdevaluatie op aan de Bruggelingen, die hiertegen in opstand kwamen. Joos vluchtte in april naar Damme. Na enkele dagen was hij weer in Brugge maar enkele dagen later vluchtte hij naar Mechelen bij de minderjarige Filips de Schone, van wie hij kamerheer werd. Hij kreeg in Brugge de bijnaam de Wegloopere.
Van 1492 tot 1495 was hij baljuw van Kortrijk.
Joos de Baenst was actief in het aanleggen van polders, zoals de Baenstpolder in Nieuwvliet, naar hem genoemd, en de Adornispolder, genoemd naar zijn vrouw.
In 1493 of voordien ondernam hij een pelgrimstocht naar Jeruzalem. Hij behoorde tot de belangrijke weldoeners van het kartuizerklooster Genadedal. Hij en zijn echtgenote werden er ook begraven.